# Кіміно
Кіміно (яп. 紀美野町, きみのちょう, кіміно　тьо ) — містечко в Японії, у північній частині префектури Вакаяма.